# Józef Sidor (podporucznik)
Józef Sidor, ps. Drelich (ur. 12 stycznia 1906 w Serocku, zm. listopadzie 1943) – polski działacz ruchu ludowego, komendant Obwodu Lubartów Okręgu Lublin Batalionów Chłopskich, podporucznik.

## Życiorys
Urodził się jako syn Antoniego i Anastazji. Przed wybuchem II wojny światowej uzyskał średnie wykształcenie i kontynuował naukę w Wolnej Wszechnicy Polskiej. Należał do Związku Młodzieży Wiejskiej „Wici”. W ramach służby wojskowej w 27 Dywizji Piechoty kształcił się w Szkole Podchorążych Rezerwy. Walczył w wojnie obronnej w 1939. W 1940 włączył się do działalności podziemnej. Należał do Stronnictwa Ludowego „Roch”, Stronnictwa Chłopskiego i Batalionów Chłopskich. Od stycznia 1941 był komendantem Obwodu Lubartów tej ostatniej organizacji. Zginął skrytobójczo zastrzelony.